# FCM 36
FCM 36 je bil francoski tank.

## Zgodovina
Leta 1933 je podjetje Hotchkiss izdalo prošnjo za proizvodnjo lahkih tankov. Francoska vojska je na to prošnjo odgovorila tako, da je k sodelovanju pozvala vso francosko industrijo. Na razpisu so se prijavila podjetja Hotchkiss s tankom Hotchkiss H-35, Renault s tankom Renault R-35 in FCM s tankom FCM 36.
Podjetje Forges et Chantiers de la Méditerranée (FCM)  je že imelo izkušnje s proizvodnjo tankov. Izdelali so 10 tankov Char 2C. Leta 1921 so tudi sodelovali pri proizvodnji tankov Char B1. Inženir Boudrot, ki je izdelal menjalnik za tank Char B, je dobil novo nalogo, da izdela moderen tank, ki bi se kosal na natečaju z drugimi tanki. Marca 1934 je predstavil lesen model novega tanka (FCM 36) francoski vojski. 2. aprila 1935 je bil tank predstavljen komisiji  (Commission de Vincennes). Komisiji se je ukrivljen oklep zdel zelo zanimiv. Pri prototipu so odkrili nekaj mehaničnih težav, zato ga je proizvajalec, ko ga je še sam testiral, skoraj v celoti prenovil. Leta 1936 je bil tank še enkrat testiran. 9. julija istega leta je komisija (Commission d'Infanterie) naznanila, da je FCM 36 boljši od tanka Hotchkiss H-35 in Renault R-35. Največja težava Francije v tistem času je bila, da ni bila zmožna serijsko izdelovati teh tankov. Zaradi bližajoče se neizogibne vojne je naročila 100 tankov.